# Каранци
Кара̀нци е село в Северна България, община Полски Тръмбеш, област Велико Търново.

## География
Село Каранци се намира в средната част на Дунавската хълмиста равнина, на около 34 km северно от град Велико Търново и 4 – 5 km североизточно от град Полски Тръмбеш, край десния бряг на река Янтра. Южно покрай село Каранци минава третокласният Републикански път III-407, който на запад води отвъд Янтра към връзка с първокласния Републикански път I-5 – част от Европейски транспортен коридор Е85, и Полски Тръмбеш, а на изток през селата Орловец, Виноград, Лозен, Горски Сеновец и Царски извор – към град Стражица. Климатът е умереноконтинентален, почвите са главно алувиално-ливадни и ерозирани излужени черноземни.
Надморската височина на площада в центъра на селото е около 112 m и достига около 125 m в южната му и най-висока част, където са разположени селските гробища.
В село Каранци има разкрити кариери за добив на строителен камък, които към 2019 г. не се експлоатират.
Населението на село Каранци наброява 1433 души към 1934 г. и 1543 – към 1946 г., след което постоянно намалява – до 706 към 1985 г. и относително по-бавно до 238 към 2018 г.
При преброяването на населението към 1 февруари 2011 г., от обща численост 302 лица, за 190 лица е посочена принадлежност към „българска“ етническа група, за 8 – към „турска“, за 17 – към ромска и за останалите не е даден отговор.

## История
Името на селото към 1878 г. е Карамца̀. Променено е на Кара̀нци през 1934 г.
В района на Каранци има 4 могили от римско време (разкрити са керамични пещи за глинени съдове) и следи от римско селище. Каранци е старо българско селище. В турски документи от XV век се споменава с името Яйджилар, от XVII век – като Кара Мустафа. През Възраждането населението е с будно национално съзнание.
Историческите данни сочат, че именно оттук е вървял старият римски път от античния град Нове за Марцианопол, Никополис ад Иструм, Сексагинта Приста и Каранци е бил кръстопътят на пътищата. Има останки от римския път във всички посоки на землището на селото.
Каранци е селище, основано вероятно от даките. Около селището е имало укрепено градище.
По време на османската власт е имало голям чифлик, собственост на бея на град Бяла където са се отглеждали много овце.
През Възраждането населението е участвало активно в обявяването на независимата българска екзархия.
В района е действал хайдутинът Кольо Черния, посечен от турците по време на Априлското въстание в местността Ялията около река Янтра.
Къщите са построени в интересен възрожденски стил.
За църковното настоятелство при църквата „Свети Димитър“ се съхраняват документи от 1861 г.
За закритото през 1997 г. Народно основно училище „Панайот Волов“ – село Каранци се съхраняват в Държавния архив – Велико Търново документи от периода 1903 – 1943 г. – открито е от 1921 г. като прогимназия.
На 7 април 1950 г. е учредено Трудово кооперативно земеделско стопанство (ТКЗС) „Болшевик“ – село Каранци, което през ноември 1958 г. влиза в състава на Обединено трудово кооперативно земеделско стопанство (ОТКЗС) „Ленин“ – Полски Тръмбеш, като става в него Бригада – с. Каранци (1958 – 1989), впоследствие извън ОТКЗС е Земеделска кооперация – с. Каранци (1989 – 1992) и последно – Земеделска кооперация в ликвидация – село Каранци (1992 – 1995).

## Население
Преброяване на населението през 2011 г.
Численост и дял на етническите групи според преброяването на населението през 2011 г.:
|                     | Численост | Дял (в %) |
| Общо                | 302       | 100,00    |
| Българи             | 190       | 62,91     |
| Турци               | 8         | 2,64      |
| Цигани              | 17        | 5,62      |
| Други               | 0         | 0,00      |
| Не се самоопределят | 0         | 0,00      |
| Неотговорили        | 87        | 28,80     |

## Обществени институции
Село Каранци към 2019 г. е център на кметство Каранци.
В село Каранци към 2019 г. има:
- действащо читалище „Пробуда – Каранци 1897“;[17][18]
- действаща само на големи религиозни празници църква „Свети Димитър“;[19]
- пощенска станция.[20]

## Културни и природни забележителности
Съборът на с. Каранци е на 8 ноември, когато е Димитровден по стар стил, когато е и празника на църквата „Св. Димитър“, която е построена през – 1862 г.
- Църквата в Каранци преди ремонта
- Входът на църквата
- Каранци – изглед от изток

На изток от селото, в местността „Глава“ се намира праисторическо и тракийско селище.